# Culicoides huayingensis
Culicoides huayingensis är en tvåvingeart som beskrevs av Zhou och Lee 1984. Culicoides huayingensis ingår i släktet Culicoides och familjen svidknott. Inga underarter finns listade i Catalogue of Life.